# Montréjeau
Montréjeau ist eine französische Gemeinde mit 2.676 Einwohnern (Stand: 1. Januar 2022) im Département Haute-Garonne in der Region Okzitanien. Die Gemeinde gehört zum Arrondissement Saint-Gaudens und zum Kanton Saint-Gaudens. Die Einwohner nennen sich Montréjeaulais.

## Geographie
Montréjeau liegt in der Landschaft Comminges an der Garonne, in die hier der Nebenfluss Neste mündet. Umgeben wird Montréjeau von den Nachbargemeinden Les Toureilles im Norden, Ausson im Osten, Gourdan-Polignan im Südosten, Mazères-de-Neste im Südwesten, Saint-Paul im Westen sowie Cuguron im Nordwesten.

## Geschichte
Montréjeau ist eine Bastide, die 1272 von Philipp III. gegründet wurde. Am 1. Fructidor VII (18. August 1799) wurde hier der letzte royalistische Aufstand von den Truppen des revolutionären Direktoriums niedergeschlagen.

## Bevölkerungsentwicklung
| 1962                      | 1968 | 1975 | 1982 | 1990 | 1999 | 2006 | 2012 |
| ------------------------- | ---- | ---- | ---- | ---- | ---- | ---- | ---- |
| 3149                      | 3700 | 3473 | 3161 | 2857 | 2577 | 2706 | 2834 |
| Quelle: Cassini und INSEE |      |      |      |      |      |      |      |

## Sehenswürdigkeiten

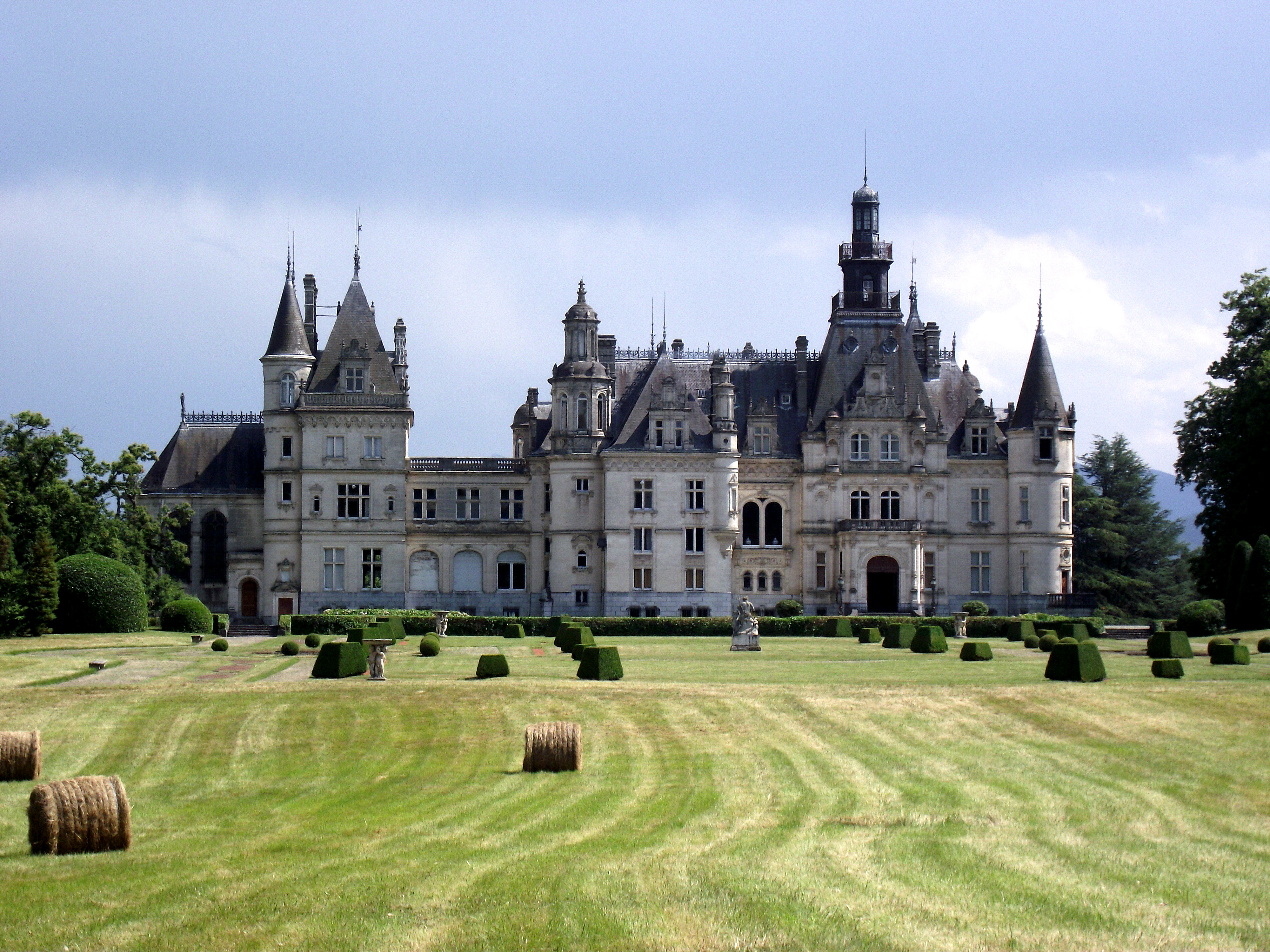
Schloss Valmirande

Siehe auch: Liste der Monuments historiques in Montréjeau
- Kirche Saint-Jean-Baptiste aus dem 13. Jahrhundert, im 17. und 18. Jahrhundert umgebaut
- Kapelle Sainte-Germaine
- Seminaristenkapelle
- Schloss Valmirande mit Park, Ende des 19. Jahrhunderts für Bertrand de Lassus erbaut, Monument historique seit 1992
- Hôtel de Lassus aus dem 18. Jahrhundert, Monument historique, mit Orangerie
- Hôtel Le Parc aus dem 19. Jahrhundert, Monument historique
- Markthalle, Monument historique
- Brücke über die frühere Route Nationale 125, erbaut Ende des 18. Jahrhunderts, Monument historique

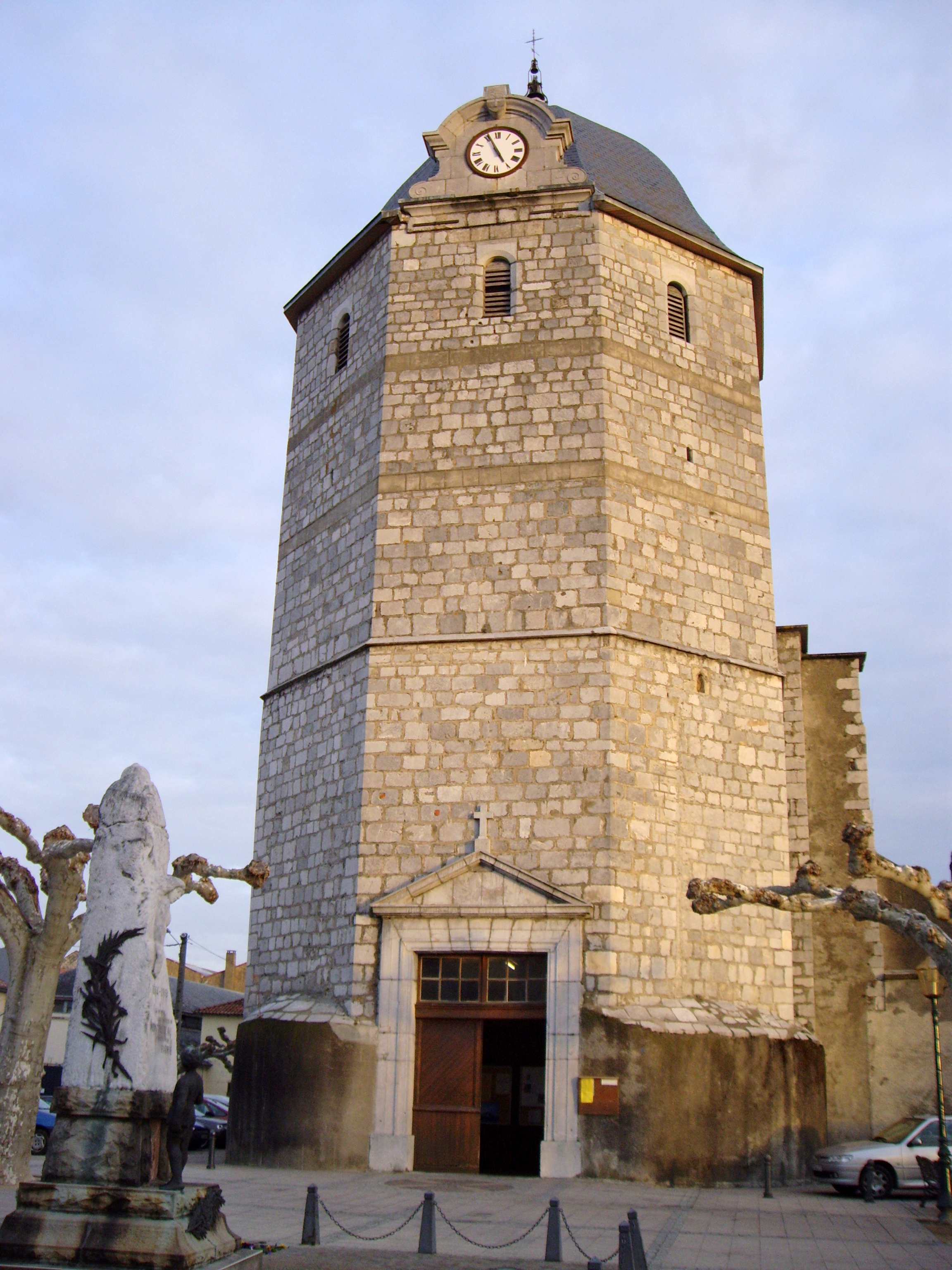
Kirche Saint-Jean-Baptiste

## Verkehr
Montréjeau hat einen Bahnhof an der Bahnstrecke Toulouse–Bayonne, der von Intercité- und TER-Zügen bedient wird. 
Durch die Gemeinde führen die Autoroute A64 sowie die früheren Routes nationales 117, 125, 633 und 638.

## Persönlichkeiten
- Jean Audu (1908–1978), Tierarzt und Politiker
- Pierre de Pelleport (1773–1855), Divisionsgeneral
- Jean Pierre Philippe Lampué (1836–1924), Architekturfotograf
- Bernard Minier (* 1960), Schriftsteller